# Estado Independiente de Macedonia
El Estado Independiente de Macedonia fue un breve intento de la Alemania nazi de establecer en septiembre de 1944 una Macedonia independiente, un estado títere en el territorio del Reino de Yugoslavia que había sido ocupado por el Reino de Bulgaria tras la invasión de Yugoslavia en abril de 1941. Cuando las fuerzas de la Unión Soviética se acercaron a las fronteras de Bulgaria a finales de agosto de 1944, Bulgaria declaró la neutralidad y trató brevemente de negociar con los aliados occidentales. Como el gobierno búlgaro no impedía la retirada de las fuerzas alemanas de Bulgaria o Rumania, la Unión Soviética lo trató con sospecha. El 2 de septiembre, un nuevo gobierno prooccidental tomó el poder en Sofía, solo para ser reemplazado una semana después por un gobierno prosoviético después de una revuelta liderada por el Frente de la Patria. Sin embargo, el 5 de septiembre de 1944, los soviéticos declararon la guerra a Bulgaria.
Los alemanes recurrieron a Ivan Mihailov para implementar el proyecto. Mihailov era un político de derecha búlgaro y exlíder de la Organización Interna Revolucionaria de Macedonia (OIRM) que había estado involucrado en actividades terroristas en la Macedonia yugoslava y griega. Mihailov se había convertido en líder de la OIRM en 1927 y bajo su dirección la organización había unido fuerzas con la Ustaše croata en 1929. Las dos organizaciones habían planeado y ejecutado el asesinato del rey Alejandro de Yugoslavia en 1934. Después del golpe de Estado militar búlgaro del mismo año, las autoridades búlgaras prohibieron la OIRM. Mihailov huyó a Turquía y luego a Italia, donde la mayoría de los Ustaše también estaban exiliados. Después de la invasión de Yugoslavia en 1941, Mihailov se mudó a Zagreb, donde actuó como asesor de Ante Pavelić. En enero de 1944, presionó con éxito a los alemanes para que armaran a algunos partidarios de la Ohrana y los pusieran bajo el mando de las Schutzstaffel (SS) en la Macedonia griega, que también había sido anexada en parte por Bulgaria en 1941.
En 1928, Mihailov propuso un plan que pedía la unificación de la región de Macedonia en un solo estado, que sería autónomo de Bulgaria. Era un defensor de un estado multiétnico macedonio unido pro-búlgaro, llamándolo: "Suiza de los Balcanes". Durante la última fase de la Segunda Guerra Mundial trató de realizar su plan con la colaboración política alemana, sin embargo abandonó la implementación de esta idea debido a la falta de apoyo militar real. A pesar de esto, los nacionalistas macedonios declararon un estado independiente el 8 de septiembre de 1944. Sin los medios para hacer realidad el estado, esta pretensión se disolvió tan pronto como los partisanos yugoslavos afirmaron su control tras la retirada de las tropas alemanas del área a mediados de 1944. Noviembre. Este evento marcó la derrota del nacionalismo búlgaro y la victoria del macedonismo en la zona.

## Antecedentes
El Reino de Bulgaria se unió oficialmente a las Potencias del Eje el 1 de marzo de 1941, pero permaneció pasivo durante la invasión de Yugoslavia y la mayor parte de la invasión de Grecia. El gobierno yugoslavo se rindió el 17 de abril de 1941 y el gobierno griego se rindió el 30 de abril de 1941. Antes de que el gobierno griego capitulara, el 20 de abril, el ejército búlgaro entró en Grecia y Yugoslavia con el objetivo de acceder al mar Egeo en Tracia y Macedonia Oriental. Los búlgaros ocuparon gran parte de lo que hoy es la República de Macedonia del Norte, así como partes del sur de Serbia y el norte de Grecia. A diferencia de Alemania e Italia, Bulgaria anexó oficialmente las áreas ocupadas, que habían sido durante mucho tiempo un objetivo del nacionalismo búlgaro el 14 de mayo de 1941. Sin embargo, los alemanes consideraron esta anexión como inconclusa e impusieron una soberanía limitada de Bulgaria sobre los territorios ocupados.
En ese momento, entre la población local aún prevalecían los sentimientos pro-búlgaros y la identidad nacional macedonia apenas existía. Por eso, inicialmente los búlgaros fueron recibidos como libertadores. De esta manera, la Macedonia del Vardar fue la única región donde el líder comunista yugoslavo Josip Broz Tito no había desarrollado un fuerte movimiento partisano hasta el otoño de 1943.
Durante el verano de 1943, en la batalla de Kursk, se detuvo por primera vez una ofensiva estratégica alemana y, aunque el ejército soviético tuvo éxito en sus primeras ofensivas estratégicas de verano exitosas de la guerra. A finales de julio, después de que Italia fracasara en muchas campañas durante la invasión de los Aliados, Mussolini fue arrestado por el rey Víctor Manuel III y llevado a la isla de Ponza. La situación de las Potencias del Eje se volvió crítica. Como resultado, a principios de agosto de 1943, Ivan Mihailov partió de Zagreb hacia Alemania, donde fue invitado a visitar la sede principal de Hitler. Aquí habló con Adolf Hitler y otros importantes líderes alemanes. El contenido de las conversaciones es casi desconocido. Además, en Sofía se mantuvieron conversaciones entre funcionarios de alto rango de las SS y los miembros del Comité Central de la OIRM.
El 14 de agosto de 1943, pocos días antes de su muerte, el rey Boris III también se reunió con Adolf Hitler en Alemania. Durante las conversaciones, Hitler argumentó la necesidad de crear una Macedonia autónoma en el marco del Reino de Bulgaria, con Mihailov a la cabeza. Boris III estuvo de acuerdo con esta propuesta. Hitler también quería desesperadamente convencer a Boris III de que declarara la guerra a la Unión Soviética y trasladara la mayor parte del ejército búlgaro al este y al frente italiano. Para ello, las milicias de la OIRM tuvieron que asumir las funciones del ejército búlgaro en las tierras recién liberadas de Grecia y Yugoslavia. Después de la posterior muerte de Boris, estos planes fracasaron. Sin embargo, era evidente que Ivan Mihailov tenía planes más amplios, que preveían la creación de un estado macedonio independiente bajo control alemán. La OIRM también comenzó a organizar milicias pro-búlgaras en las antiguas zonas de ocupación italiana y alemana en Grecia. Bulgaria miró con ansiedad estas actividades de Mihailov, porque temía que su plan para formar una "Macedonia Independiente" pudiera tener éxito. Con el objetivo de ponerlo bajo control, Bulgaria anuló su sentencia de muerte y se le propuso regresar al país y asumir una posición de liderazgo en Vardar Macedonia, pero Mihailov rechazó esa propuesta.

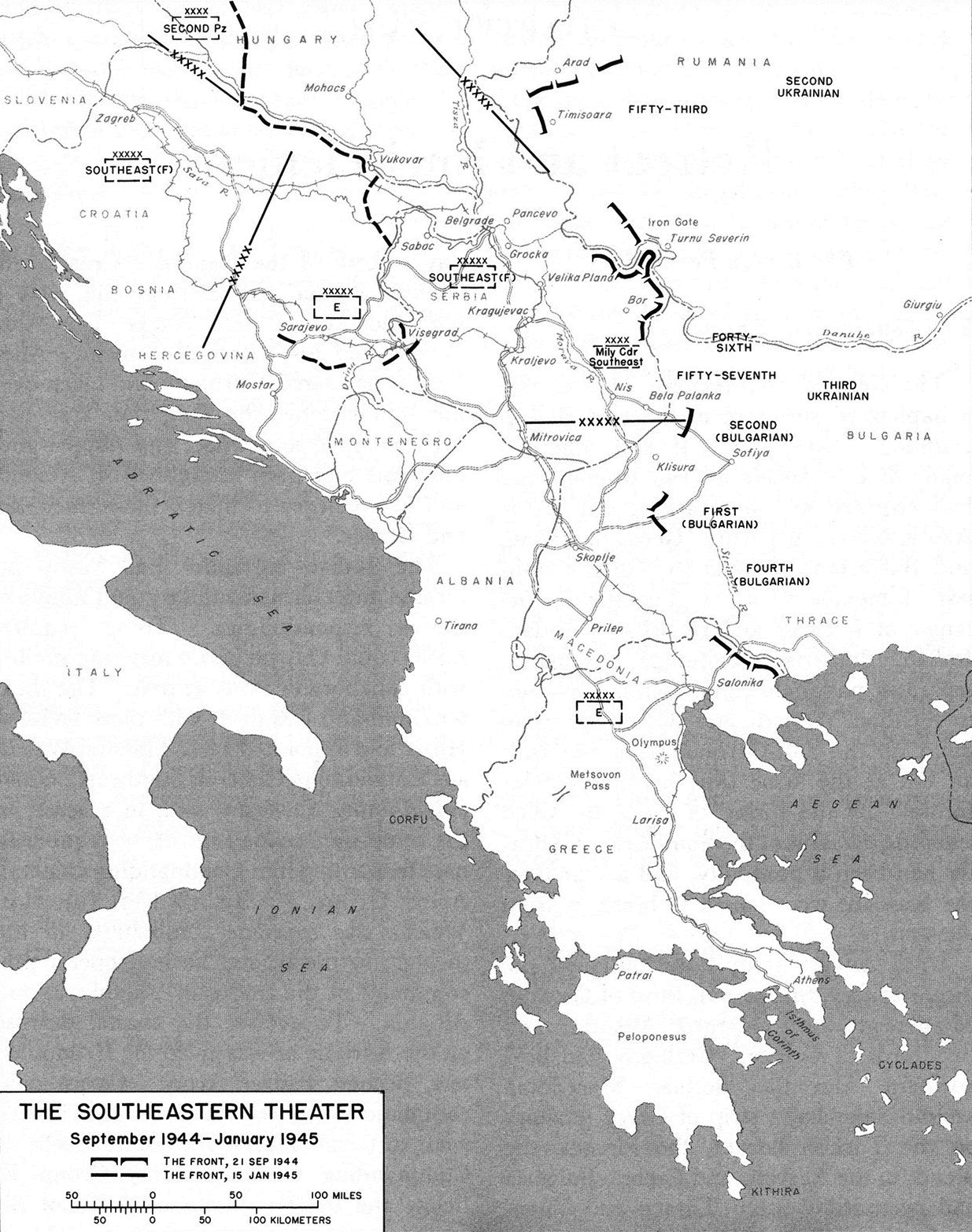
Mapa del teatro militar de los Balcanes durante septiembre de 1944 - enero de 1945.

Mientras tanto, los búlgaros, que dotaron de personal a las nuevas provincias con funcionarios corruptos de la propia Bulgaria, comenzaron a perder la confianza del público. Este proceso se aceleró tras la muerte del rey que coincidió con la capitulación de Italia y las victorias soviéticas sobre la Alemania nazi en el verano de 1943. Sobre esta base, los comunistas yugoslavos, que apoyaban el reconocimiento de una nación macedonia separada, lograron organizar un resistencia armada seria contra las fuerzas búlgaras en el otoño de 1943. Muchos ex activistas de derecha de la OIRM ayudaron a las autoridades a luchar contra los partidarios de Tito.
En agosto de 1944, el ejército soviético se acercaba a los Balcanes. Por otro lado, al mismo tiempo, los partisanos yugoslavos, que "articularon la consigna de la unificación macedonia", incrementaron sus actividades en Macedonia. Como resultado, la Asamblea Antifascista para la Liberación Nacional de Macedonia (AALNM) declaró la fundación del Estado Macedonio el 2 de agosto de 1944. El Estado fue proclamado en la zona de ocupación búlgara de Yugoslavia. El 23 de agosto, Rumania abandonó las potencias del Eje, declaró la guerra a Alemania y permitió que las fuerzas soviéticas cruzaran su territorio para llegar a Bulgaria. En ese momento, Bulgaria hizo un esfuerzo por encontrar una paz separada, repudió cualquier alianza con la Alemania nazi y declaró la neutralidad el 26 de agosto. Sin embargo, sus negociaciones secretas con los aliados en El Cairo para permitirle retener las áreas anexadas en Grecia y Yugoslavia fracasaron porque Bulgaria "no estaba en posición de exigir".

## Estado propuesto

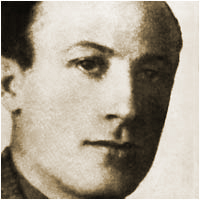
Ivan Mihailov

En ese momento, los partisanos estaban activos en Ma cedonia occidental, entonces bajo control alemán, como parte de un estado títere albanés. Aprovechando la situación, los nazis enviaron un plenipotenciario para reunirse con Ivan Mihailov, el líder de la OIRM en ese momento. Mihailov estaba en Zagreb sirviendo como asesor de Ante Pavelić, donde estaba presionando para que se formaran unidades de voluntarios para operar en lo que ahora es la provincia griega de Macedonia bajo el mando de las Schutzstaffel. Él, como la mayoría de los seguidores de derecha de la antigua OIRM, tenía una orientación probúlgara y no apoyaba la existencia de la Yugoslavia comunista. Los alemanes estaban cada vez más abrumados y, en un último esfuerzo, intentaron establecer un estado títere macedonio. Esa era la única alternativa, en lugar de dejarlo en manos de Bulgaria, que estaba cambiando de bando. En la noche del 3 de septiembre, Mihailov fue enviado a Sofía para negociar aquí con las autoridades búlgaras y sus camaradas. Cuando el 5 de septiembre, la Unión Soviética declaró la guerra a Bulgaria, Mihailov fue transportado urgentemente desde Sofía a Skopie.
Aquí se establecieron contactos con otro líder de la OIRM, Hristo Tatarchev, a quien se le ofreció el puesto de presidente del Estado propuesto. También se llevaron a cabo negociaciones con los partisanos macedonios, con la mediación del ministro búlgaro del Interior, Alexandar Stanishev. A pesar de todo esto, la llegada de Mihailov llegó demasiado tarde y todas las negociaciones fracasaron. Al día siguiente, 6 de septiembre, Mihailov rechazó el plan por no poder obtener apoyo. El fracaso llevó a ordenar la retirada alemana de Grecia el mismo día, cuando Mihailov y su esposa también fueron evacuados de Skopie. Bulgaria ordenó inmediatamente a sus tropas que se prepararan para la retirada de la antigua Yugoslavia y el 8 de septiembre, los búlgaros cambiaron de bando y se unieron a la Unión Soviética. Este giro de los acontecimientos, puso al búlgaro 5.º Ejército estacionado en Macedonia, en una situación difícil, rodeado de divisiones alemanas, pero se abrió camino de regreso a las antiguas fronteras de Bulgaria.
Sin embargo, el mismo día 8 de septiembre, los nacionalistas de derecha de la OIRM declararon la independencia; Habían previsto el futuro de este Estado macedonio independiente bajo el protectorado del Tercer Reich. El Estado tenía que tener un carácter búlgaro y su idioma oficial iba a ser el búlgaro. Sin embargo, el autoproclamado Estado quedó "prácticamente indefenso" tras la retirada de las tropas alemanas.

## Consecuencias

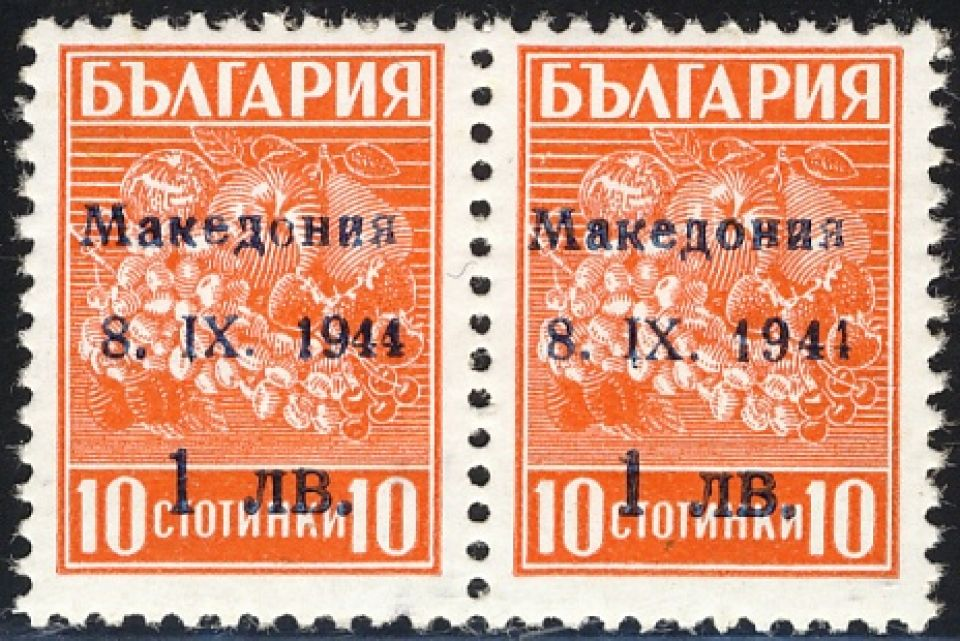
Sellos postales búlgaros sobreimpresos para su uso en una Macedonia independiente. Están fechados el 8 de septiembre de 1944, fecha de la proclamación del Estado.

El mando alemán en Skopie no apoyó al Estado macedonio "independiente" cuando sus fuerzas se retiraron de la región. En medio del caos, solo trató de utilizar los "comités macedonios" recién formados como servicios de policía local. Sus miembros eran personas como Vasil Hadzhikimov, Stefan Stefanov, Spiro Kitinchev, Dimitar Gyuzelov y Dimitar Tchkatrov, todos ellos antiguos activistas de la OIRM, la Organización Revolucionaria Secreta de la Juventud de Macedonia y los Comités de Acción Búlgaros. En el medio, a principios de octubre de 1944, tres ejércitos búlgaros bajo el liderazgo del nuevo gobierno prosoviético búlgaro, junto con el Ejército Rojo, volvieron a entrar en la Yugoslavia ocupada. Las fuerzas búlgaras entraron en Yugoslavia sobre la base de un acuerdo entre Josip Broz Tito y el líder partisano búlgaro Dobri Terpeshev firmado el 5 de octubre en Craiova, Rumanía, con la mediación de la URSS.
A pesar de algunas dificultades en la cooperación entre las dos fuerzas, los búlgaros trabajaron junto con los partisanos yugoslavos en Macedonia y lograron retrasar la retirada alemana a través de la región entre diez y doce días. A mediados de noviembre, todas las formaciones alemanas se habían retirado hacia el oeste y el norte y los partisanos habían establecido el control militar y administrativo de la región. Sin embargo, bajo la presión política de los partisanos, después de la liberación de la Macedonia del Vardar, los ejércitos 2.º y 4.º búlgaros se vieron obligados a retirarse a las antiguas fronteras de Bulgaria a finales de noviembre. La AALNM entró en funcionamiento en diciembre, poco después de la retirada alemana. Los sentimientos nacionales macedonios ya estaban maduros en ese momento en comparación con 1941, pero algunos investigadores argumentan que incluso entonces, era cuestionable si los eslavos macedonios se consideraban una nacionalidad separada de los búlgaros. Posteriormente, para acabar con los sentimientos búlgaros restantes, las nuevas autoridades comunistas persiguieron a los nacionalistas de derecha con los cargos de "gran chovinismo búlgaro". La siguiente tarea también fue disolver todas las organizaciones pro-búlgaras que se oponían a la idea de Yugoslavia. Así que incluso los políticos de izquierda fueron encarcelados y acusados de tener una orientación probúlgara. Al ver que tenía poco apoyo, Mihailov se escondió, primero se mudó de Croacia, luego a Austria y finalmente tras pasar por España acabó en Italia, donde permaneció hasta su muerte en 1990.